# كلير فوي
كلير فوي (بالإنجليزية: Claire Foy)‏ (و. 1984 – م) هي ممثلة، وعارضة من المملكة المتحدة. ولدت في ستوكبورت.

## التعليم
تعلمت في جامعة ليفربول جون موريس.

## وصلات خارجية
- كلير فوي على موقع IMDb (الإنجليزية)
- كلير فوي على موقع ميتاكريتيك (الإنجليزية)
- كلير فوي على موقع روتن توميتوز (الإنجليزية)
- كلير فوي على موقع مونزينجر (الألمانية)
- كلير فوي على موقع قاعدة بيانات الأفلام العربية
- كلير فوي على موقع ألو سيني (الفرنسية)
- كلير فوي على موقع أول موفي (الإنجليزية)
- كلير فوي على موقع بوكس أوفيس موجو (الإنجليزية)
- كلير فوي على موقع قاعدة بيانات الأفلام السويدية (السويدية)
- كلير فوي على موقع قاعدة بيانات الفيلم (الإنجليزية)

كلير فوي في قاعدة بيانات الأفلام على الإنترنت